# Elephunk
Albums de The Black Eyed Peas
Bridging the Gap
(2000) Monkey Business
(2005)
Singles
1. Where Is the Love?
Sortie : 15 mars 2003
2. Shut Up
Sortie : 20 juillet 2003
3. Hey Mama
Sortie : 12 janvier 2004
4. Let's Get It Started
Sortie : 8 mai 2004

Elephunk est le troisième album studio du groupe Black Eyed Peas sorti le 24 juin 2003 en France sur le label Polydor. L'album remporte un énorme succès, se vendant à plus de 8,5 millions de copies à travers le monde. C'est aussi le premier album sur lequel la chanteuse Fergie collabore, elle se joint ensuite au groupe.

## Liste des pistes
1. Hands Up - 3:35
2. Labor Day (It's a Holiday) - 3:58
3. Let's Get It Started - 3:36
4. Hey Mama - 3:34
5. Shut Up - 4:56
6. Smells Like Funk - 5:04
7. Latin Girls - 6:17
8. Sexy - 4:43
9. Fly Away - 3:34
10. The Boogie That Be - 5:12
11. The Apl Song - 2:54
12. Anxiety (featuring Papa Roach) - 3:38
13. Where Is the Love?- 4:33
14. Let's Get It Started - 3:47
15. Third Eye - 3:50

### Titres bonus
- Hands Up [Live from the House of Blues in Chicago] (titre bonus sur l'édition française)
- Fly Away [Live from the House of Blues in Chicago] (titre bonus sur l'édition française)
- Let's Get It Started - 3:39 (version radio de Let's Get Retarded, titre bonus sur l'édition américaine)
- Third Eye - 3:43 (titre bonus sur l'édition britannique et titre caché sur toutes les autres éditions)
- Rock My S*** (titre bonus sur l'édition britannique)
- What's Goin' Down (titre bonus sur l'édition britannique)
- The Elephunk Theme (titre bonus sur l'édition allemande) = Remix de 'Unakkum enakkum aanandham' de Sishtla JANAKI & MALAYSIA VASUDEVAN du film Sri Raghavendra OST (1985)
- La Paga (Juanes featuring Will.i.am & Taboo, Latin version)

## Singles
- 2003 : Where Is the Love? (1er au US Pop Singles charts, 8e au US Hot 100 charts)
- 2003 : Shut Up (1er en France)
- 2004 : Hey Mama (15e au US Pop Singles charts, 15e au US Hot 100 charts)
- 2004 :  Let's Get It Started (17e au US Pop Singles charts, 21e au US Hot 100 charts)